# E-Business Games
O E-Business Games são os jogos de simulação empresarial online que vêm com a proposta de simular o mundo dos negócios, seu objetivo é proporcionar, ao acadêmico ou ao profissional, situações diversas que demonstrem a rotina administrativa das empresas, através da análise de comportamento dos consumidores e a estratégia adotada pelos concorrentes, a fim de implantar as melhores soluções e se destacar no mercado. Os Business Games têm utilidade no recrutamento de funcionários, treinamento, simulação de situações e avaliação do clima da empresa.

## Cenário no Brasil
Esta atividade ainda é pouco praticada no Brasil já que de acordo com a Associação Brasileira de Games os jogos corporativos representam 6% dos jogos eletrônicos no país, porém acredita-se em uma tendência de aumento, que se justifica pelo fato dos games proporcionarem um alto nível de concentração ao jogador, conseguindo manter-se elevada durante todo o jogo e isso dificilmente ocorre durante uma palestra ou a leitura de um livro. Segundo algumas pesquisas na área de psicologia da aprendizagem, o potencial de retenção de informação é variável e depende diretamente da fonte que fornece a informação, e os resultados mostram quem em média se retém 10% da leitura, 50 % do que se ouve e 90% do que proporciona a interatividade. Portanto as técnicas tradicionais de ensino e treinamento, baseadas em seções expositivas, mostram claros sinais de exaustão, por se tratarem de um modelo teórico e cansativo, incapaz de conquistar as pessoas que vivem hoje em um mundo cada vez mais dinâmico, em que os meios de comunicação disponibilizam informações numa velocidade nunca antes imaginada. Em contrapartida os jogos são um meio de aprendizado eficaz, pois despertam a interação, desafio, raciocínio, atenção e domínio de regras e valores, e permitem uma maior absorção acerca das informações, unindo o aprendizado teórico à prática e proporcionando ao usuário a capacidade de identificar seus pontos fracos fora de uma situação real, evitando conseqüências desastrosas para sua carreira e para a empresa.

## E-Business Games
Algumas empresas brasileiras passaram a utilizar jogos eletrônicos para treinar e recrutar funcionários, já que os simuladores criam ambientes próximos da realidade, para Leonardo Reis, da Aennova - empresa que desenvolve games há sete anos, os business games surgiram como uma maneira eficaz de garantir o fluxo da aprendizagem do treinamento para a vida real, os participantes implementam sua aprendizagem em um ambiente virtual bastante semelhante à sua realidade. Esses jogos são aplicados na parte de conhecimentos técnicos e comportamentais, nas áreas: comercial, de logística, marketing, RH, finanças e produção.
Para as organizações oferecer este tipo de treinamento, aumenta a efetividade e reduz custos, pois os jogos podem ser aplicados a uma equipe de funcionários, Marcelo Ofieri, sócio-diretor da empresa Expansão Consultoria, pontua como principais benefícios da utilização do e-business games, a motivação, a flexibilidade, a integração e a retenção da informação.

## Algumas empresas que utilizam o e-business games
- Ambev;
- Atlas Schindler;
- Natura;
- Coca-cola;
- O Boticário;
- Suzano Papel e Celulose;
- Porto Seguro;
- Souza Cruz;
- Bradesco.

Alguns modelos de games
- Automate, desenvolvido pela Keeplay Game Studios;
- Restaurante Sebrae,  desenvolvido pela Jynx, empresa de Recife;
- FoxPort;
- Atitudes, desenvolvido pela GOALS (Game-Oriented Advanced Learning Systems)
- Sete, desenvolvido pelo Instituto de Tecnologia de Games, T&T.